# Kok

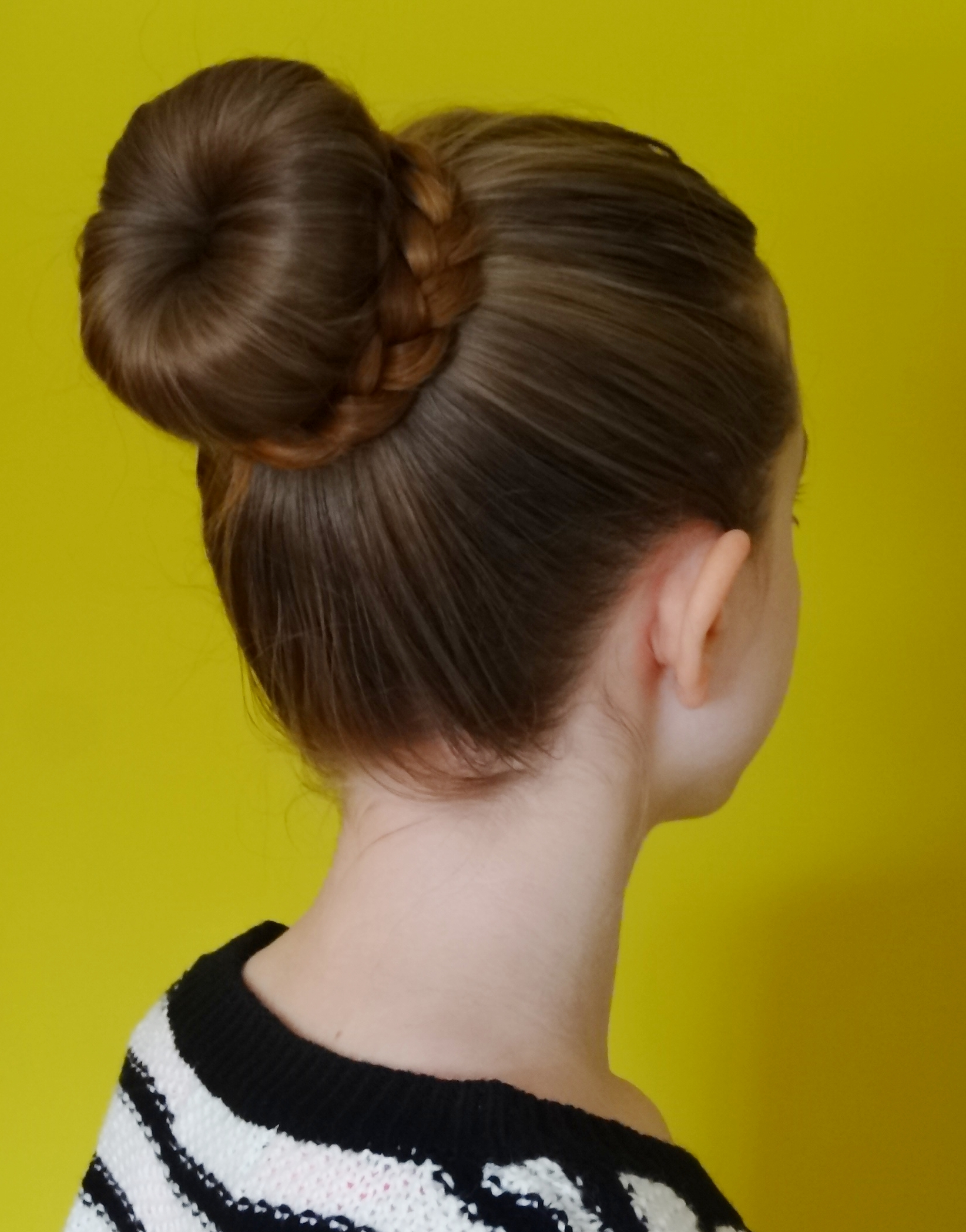
Kok

Kok (fr.: coq) – fryzura polegająca na związaniu włosów z tyłu głowy lub na jej czubku.
Istnieją różne rodzaje koków. Najpopularniejszymi z nich są:
- kok "banan" (podłużny kok ułożony pionowo z tyłu głowy)
- kok węzłowy (sztywny, ściśnięty specjalnie wiązany węzeł włosów)
- kok warkoczowy (włosy splecione w warkocz, a później związane w kok)
- kok na piance (włosy zawinięte na wypełniaczu do koka)